# Költségvetési szerv
A költségvetési szerv az államháztartás részét képező, a törvény szerint nyilvántartásba vett jogi személy, amely jogszabályban meghatározott és az alapító okiratban rögzített állami, illetve önkormányzati feladatokat (azaz közfeladatokat) közérdekből, alaptevékenységként, haszonszerzési cél nélkül, jogszabályban meghatározott követelmények és feltételek alapján, jogszabályban meghatározott szerv vagy személy irányítása vagy felügyelete mellett, az alapító okiratban megjelölt működési körben közfeladat-ellátási kötelezettséggel, éves költségvetéséből vagy költségvetési keretéből gazdálkodva végez.

## Költségvetési szervek fajtái
A költségvetési szerveket megkülönböztethetjük alapítójuk, tevékenységük jellege és feladatellátásukhoz gyakorolt funkciói szerint.
Alapítójuk szerint:
- központi költségvetési szerv
- helyi önkormányzati költségvetési szerv
- helyi nemzetiségi önkormányzati költségvetési szerv
- országos nemzetiségi önkormányzati költségvetési szerv
- köztestületi költségvetési szerv.

Tevékenységének jellege alapján beszélhetünk közhatalmi, illetve közszolgáltató költségvetési szervről.
A feladatellátáshoz gyakorolt funkciói szerint beszélhetünk önállóan működő és gazdálkodó, illetve önállóan működő költségvetési szervről.

## Alapítása
Költségvetési szervet az Országgyűlés, a kormány, a helyi önkormányzat, a települési önkormányzatok többcélú kistérségi társulása, a helyi nemzetiségi önkormányzat, az országos nemzetiségi önkormányzat illetve köztestület alapíthat.
A költségvetési szerv alapításáról alapító okiratban kell intézkedni. Az alapító okiratnak tartalmaznia kell a költségvetési szerv nevét, székhelyét, állami feladatként ellátandó alaptevékenységét, gazdálkodási jogkörét, felügyeleti szervét, alapító szerv nevét, vezetőjének kinevezési rendjét, ellátható vállalkozási tevékenység körét és mértékét.
A költségvetési szerv a Magyar Államkincstár által vezetett törzskönyvi nyilvántartásba történő bejegyzéssel jön létre.

## Megszüntetése
Az alapító a költségvetési szervet megszünteti, ha az alapító által meghatározott feladatát ellátni nem tudja vagy a szolgáltatásai iránti szükséglet megszűnt vagy az ellátandó feladat más módon vagy más szervezetben hatékonyabban teljesíthető.

## Gazdálkodása
A költségvetési szerv éves költségvetés alapján gazdálkodik, évente elkészíti a beszámolóját. Csak olyan gazdálkodó szervezetben vehet részt, amelyben felelőssége nem haladja meg vagyoni hozzájárulásának mértékét, és amelyben legalább többségi befolyással rendelkezik. Az alapító okiratnak megfelelően vállalkozhat, feltéve, hogy ez nem veszélyezteti az alapító okiratban meghatározott alaptevékenységét és ebből fakadó kötelezettségeinek teljesítését. Az alapító okiratban kell meghatározni, hogy a vállalkozás milyen tevékenységre terjedhet ki.

## Gazdasági korlátozások
A költségvetési szervek nem vállalhatnak kezességet, nem vásárolhatnak értékpapírt, nem bocsáthatnak ki és nem fogadhatnak el váltót, nem bocsáthatnak ki kötvényt, nem köthetnek pénzügyi lízing és faktoring szerződéseket.